# Hans-Ulrich Herzberg
Hans-Ulrich Herzberg (* 4. Januar 1943 in Magdeburg; † 25. März 2023) war ein deutscher Polizeibeamter. Von 1993 bis 1998 war er Landespolizeipräsident der Polizei Sachsen.

## Leben
Herzberg wuchs in Münsingen auf der Schwäbischen Alb und in Reutlingen auf. 1961 begann er die Ausbildung zum Polizeivollzugsbeamten bei der Polizei Baden-Württemberg. Bis 1990 arbeitete er in der Landespolizeidirektion Tübingen, der Landes-Polizeischule Baden-Württemberg, dem Innenministerium Baden-Württemberg, der Landespolizeidirektion Stuttgart II sowie der Bereitschaftspolizeidirektion Baden-Württemberg. Zuletzt war er Leiter des Spezialeinsatzkommandos des Landes.
Von September bis November 1990 wirkte Herzberg als Berater für die neu gegründete Polizei Sachsen. Zum 15. November 1990 wurde er zu deren Inspekteur ernannt. Nach der einjährigen Amtszeit von Fritz Maier wurde Herzberg zum 1. Juli 1993 der zweite Polizeipräsident des Landes. Ein Schwerpunkt seiner Arbeit war die grenzüberschreitende Kriminalitätsbekämpfung und die Kooperation mit anderen europäischen Polizeibehörden. Unter anderem gründete er dafür 1996 die „Arbeitsgemeinschaft für polizeiliche Zusammenarbeit in Mittel- und Osteuropa“ an der Hochschule der Sächsischen Polizei (FH) in Rothenburg/Oberlausitz. Ende Oktober 1998 ging Herzberg aus gesundheitlichen Gründen in Ruhestand.
Am 26. Mai 1999 wurde Herzberg mit der Sächsischen Verfassungsmedaille ausgezeichnet. 2001 erhielt er das  Verdienstkreuz am Bande des Verdienstordens der Bundesrepublik Deutschland – in der Laudatio von Klaus Hardraht hieß es, er habe wesentlich dazu beigetragen, die Polizei Sachsen aufzubauen und dabei alte Strukturen aus der Zeit der Volkspolizei der DDR aufzulösen.
Am 19. Juli 2003 wurde Herzberg die Silberne Ehrennadel der deutschen Sektion der International Police Association verliehen.

## Werke
- Die Kommunalisierung staatlicher Sicherheitsaufgaben am Beispiel der Stadt Dresden. In: Deutsches Polizeiblatt. 13. Jg, Heft 6, 1995, S. 10 ff.[4]
- Das Spezialeinsatzkommando der Polizei des Landes Baden-Württemberg (SEK BW). In: Taschenbuch für Kriminalisten. 1990, ISSN 0082-1934, S. 89–103.[5]
- als Herausgeber: Leitfaden für die Polizei Sachsen. Richard Boorberg, Stuttgart 1993, DNB 940629275.